# Kristina Mattsson

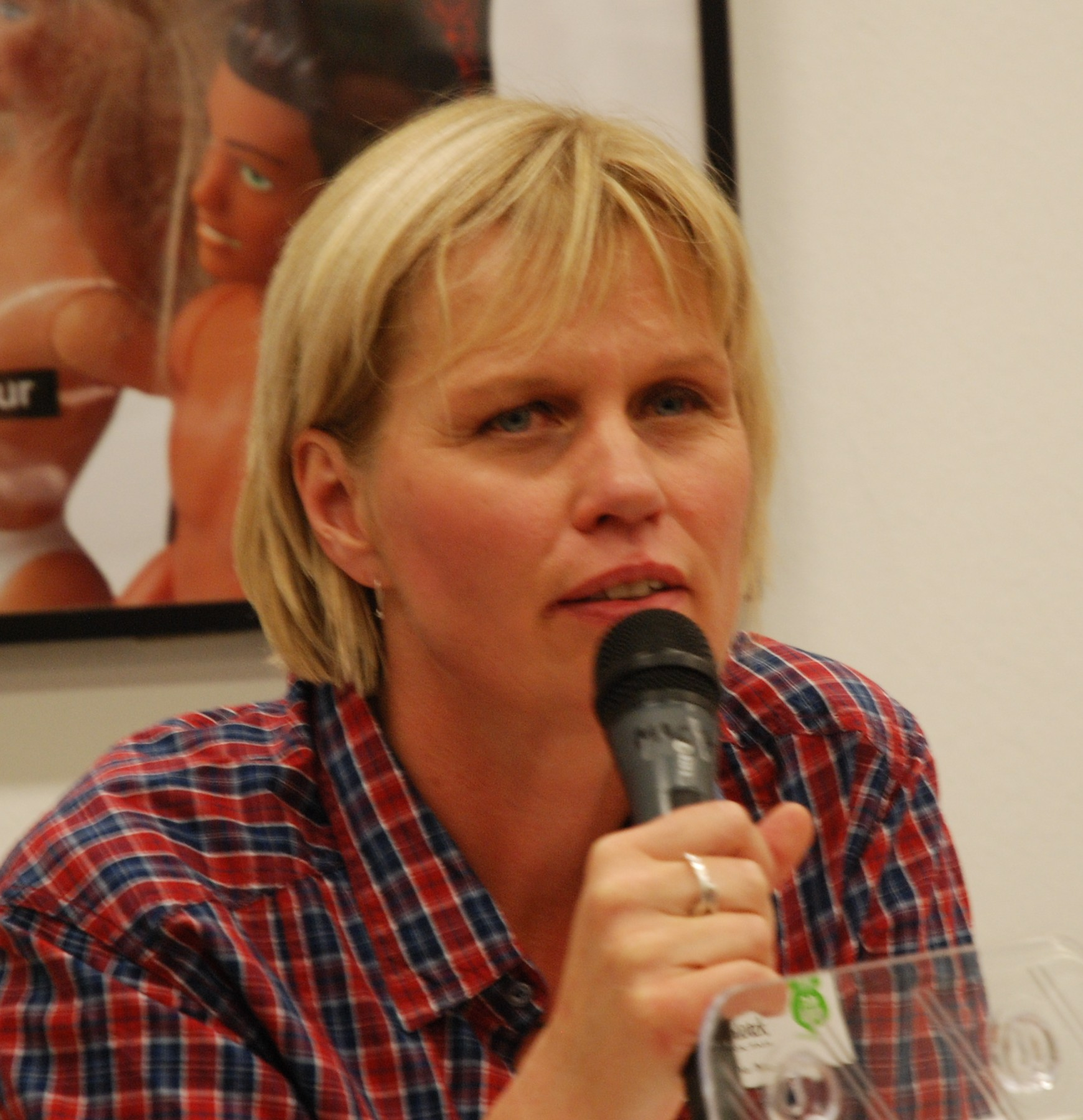
Kristina Mattsson på Bokmässan i Göteborg.

Kristina Mattsson, född 14 januari 1960, är en svensk journalist och författare.
Kristina Mattsson växte upp i Åkersberga utanför Stockholm och utbildade sig till folkhögskolelärare. Hon var ansvarig för kursverksamheten vid Föreningen Nordisk Folkhögskola i Genève (Genèveskolan) 2002–2005.
Kristina Mattsson bokdebuterade 2008 med en reportagebok om papperslösa i Sverige, De papperslösa och de aningslösa, för vilken hon tilldelades Natur & Kulturs debattbokspris.